# アルキダス
アルキダス（希：Ἀλκίδας、ラテン文字転記：Alcidas、生没年不明）はペロポネソス戦争期のスパルタの提督である。彼の指揮ぶりは良く言えば慎重、悪く言えば臆病である。
紀元前428年、アルキダスは提督に任じられ、40隻のペロポネソス艦隊を率いてアテナイの攻撃を受けていたミュティレネ（ミュティレネの反乱）の救援に向うよう命じられた。
紀元前427年にアルキダスはミュティレネのあるレスボス島へと向ったが、救援は間に合わず、ミュティレネの陥落7日後に途上のエンバトンでその報を受けた。この時、エリス人のテウティアプロスのミュティレネを落とした直後で油断しているはずの敵に攻撃を仕掛けるという提案、さらに同行していたレスボス人によるアテナイの同盟国であったキュメを占領してアテナイから貢納金による財源を奪うという提案のいずれもアルキダスは拒否し、帰国を決定した。帰路でミュティレネを落としたアテナイの将軍パケスの追跡を受けたが、無事逃げおおせた。
クレタ島近海で嵐に遭ったものの、ペロポネソスに戻ることができたアルキダスはキュレネでレウカス、アンプラキア艦隊13隻とアルキダスの相談役として送られていたブラシダスと合流し、ケルキュラ方面での作戦を計画・準備した。というのもその時ケルキュラは親スパルタの寡頭派と親アテナイの民主派が内戦を起こしており、アテナイがそれに介入して将軍ニコストラトスを送っていたからだ。ケルキュラにやってきたアルキダス艦隊53隻は迎撃してきたアテナイ・ケルキュラ連合艦隊72隻を海戦で破った。ブラシダスが敵に追い討ちをかけ、島を攻撃することを提案したが、アルキダスはそれを容れずにギリシア本土側の基地へと引き返した。その後、エウリュメドン率いるアテナイの増援艦隊60隻が接近しつつあるという知らせを受けると、アルキダスは帰国し、ケルキュラ方面作戦は失敗に終わった。その後、ケルキュラでの内戦は民主派の勝利に終わった。翌紀元前426年のスパルタによるトラキスでのヘラクレイア市の建設者として現れたのがアルキダスが歴史の舞台に立った最後である。

## 註
1. ↑  トゥキュディデス, III. 16
2. ↑  トゥキュディデス, III. 29-33
3. ↑  トゥキュディデス, III. 76-81
4. ↑  トゥキュディデス, III. 92